# Le Mesnil-Rouxelin
Le Mesnil-Rouxelin är en kommun i departementet Manche i regionen Normandie i norra Frankrike. Kommunen ligger i kantonen Saint-Lô-Ouest som tillhör arrondissementet Saint-Lô. År 2022 hade Le Mesnil-Rouxelin 470 invånare.

## Befolkningsutveckling
Antalet invånare i kommunen Le Mesnil-Rouxelin
| Referens: INSEE |